# Chiesa di San Giovanni dei Fieri
La chiesa di San Giovanni dei Fieri, chiamata nel XII secolo chiesa di San Giovannino, è situata in via Pietro Gori a Pisa. La chiesa si trova sulla riva sinistra dell'Arno.

## Storia e descrizione
Di antica origine, fu completamente rinnovata nel 1614, su progetto di Cosimo Pugliani. All'inizio la chiesa era fra le proprietà dell'Ordine di San Giovanni di Gerusalemme, che seguiva l'ospedale che faceva capo alla chiesa del Santo Sepolcro.
La monumentale facciata in marmo bianco ripete quelle delle chiese di San Matteo e di San Francesco.
Oggi è adibita al culto della Chiesa avventista.